# Avon-les-Roches
Avon-les-Roches és un municipi francès, situat al departament de l'Indre i Loira i a la regió de Centre – Vall del Loira. L'any 2007 tenia 523 habitants.

## Demografia

### Població
El 2007 la població de fet d'Avon-les-Roches era de 523 persones. Hi havia 218 famílies, de les quals 56 eren unipersonals (32 homes vivint sols i 24 dones vivint soles), 71 parelles sense fills, 79 parelles amb fills i 12 famílies monoparentals amb fills.
La població ha evolucionat segons el següent gràfic:
Habitants censats

### Habitatges
El 2007 hi havia 278 habitatges, 220 eren l'habitatge principal de la família, 35 eren segones residències i 23 estaven desocupats. 276 eren cases i 2 eren apartaments. Dels 220 habitatges principals, 181 estaven ocupats pels seus propietaris, 34 estaven llogats i ocupats pels llogaters i 6 estaven cedits a títol gratuït; 2 tenien una cambra, 20 en tenien dues, 40 en tenien tres, 75 en tenien quatre i 83 en tenien cinc o més. 172 habitatges disposaven pel capbaix d'una plaça de pàrquing. A 87 habitatges hi havia un automòbil i a 113 n'hi havia dos o més.

### Piràmide de població
La piràmide de població per edats i sexe el 2009 era:
| Homes | Edats   | Dones |
| ----- | ------- | ----- |
| 0     | 95 o +  | 0     |
| 0     | 90 a 94 | 4     |
| 8     | 85 a 89 | 8     |
| 4     | 80 a 84 | 8     |
| 8     | 75 a 79 | 16    |
| 12    | 70 a 74 | 20    |
| 16    | 65 a 69 | 4     |
| 16    | 60 a 64 | 16    |
| 24    | 55 a 59 | 12    |
| 20    | 50 a 54 | 20    |
| 16    | 45 a 49 | 24    |
| 12    | 40 a 44 | 12    |
| 20    | 35 a 39 | 20    |
| 36    | 30 a 34 | 8     |
| 28    | 25 a 29 | 16    |
| 16    | 20 a 24 | 20    |
| 16    | 15 a 19 | 16    |
| 16    | 10 a 14 | 20    |
| 16    | 5 a 9   | 12    |
| 8     | 0 a 4   | 8     |

## Economia
El 2007 la població en edat de treballar era de 326 persones, 244 eren actives i 82 eren inactives. De les 244 persones actives 219 estaven ocupades (120 homes i 99 dones) i 25 estaven aturades (11 homes i 14 dones). De les 82 persones inactives 37 estaven jubilades, 18 estaven estudiant i 27 estaven classificades com a «altres inactius».

### Ingressos
El 2009 a Avon-les-Roches hi havia 216 unitats fiscals que integraven 538,5 persones, la mediana anual d'ingressos fiscals per persona era de 16.756 €.

### Activitats econòmiques
Dels 14 establiments que hi havia el 2007, 1 era d'una empresa alimentària, 4 d'empreses de fabricació d'altres productes industrials, 1 d'una empresa de construcció, 1 d'una empresa de comerç i reparació d'automòbils, 1 d'una empresa de transport, 2 d'empreses d'hostatgeria i restauració, 2 d'empreses de serveis, 1 d'una entitat de l'administració pública i 1 d'una empresa classificada com a «altres activitats de serveis».
Dels 2 establiments de servei als particulars que hi havia el 2009, 1 era un taller de reparació d'automòbils i de material agrícola i 1 paleta.
L'únic establiment comercial que hi havia el 2009 era una fleca.
L'any 2000 a Avon-les-Roches hi havia 37 explotacions agrícoles que ocupaven un total de 1.241 hectàrees.

## Equipaments sanitaris i escolars
El 2009 hi havia una escola elemental integrada dins d'un grup escolar amb les comunes properes formant una escola dispersa.

## Poblacions més properes
El següent diagrama mostra les poblacions més properes.